# Список особо охраняемых природных территорий Нижегородской области
По данным 2012 года на территории Нижегородской области существует 431 действующих  ООПТ, 9 реорганизовано. 
Кроме этого, 158 ООПТ являются перспективными. 11 ООПТ были предложены ранее, но не созданы на настоящий момент, 8 утрачено. 
Среди действующих ООПТ 2 федерального, 423 регионального и 6 местного значения. 
По категориям 3 ООПТ представляют собой  заповедник (из них 2 предложены, но не созданы), 32 -  заказник, 573 -  памятник природы (в т. ч. 411 действующих и 6 утраченных). 
Кроме этого на территории Нижегородской области есть 1 действующий  природный парк, 1 действующий охраняемый природный комплекс, 6 охраняемых природных ландшафтов (2 из них действующие, остальные перспективные) и 1 охраняемый объект городского природного комплекса (перспективный). 

## Государственные природные заповедники
| № | Название                  | Дата создания | Площадь ООПТ, га | Площадь охранной зоны, га | Значение    | Статус        | Район       | Профиль    |
| - | ------------------------- | ------------- | ---------------- | ------------------------- | ----------- | ------------- | ----------- | ---------- |
| 1 | Камско-Бакалдинский       |               | 200000           |                           | федеральное | перспективный |             |            |
| 2 | Керженский                | 07.05.1993    | 46856,5          | 10660                     | федеральное | действующий   | Семёновский | биосферный |
| 3 | Нижегородский лесостепной |               | 10000            |                           | федеральное | перспективный |             |            |

## Природные парки
| № | Название                 | Дата создания | Площадь ООПТ, га | Площадь охранной зоны, га | Значение     | Статус      | Район         | Профиль     |
| - | ------------------------ | ------------- | ---------------- | ------------------------- | ------------ | ----------- | ------------- | ----------- |
| 1 | Воскресенское Поветлужье | 10.06.2008    | 34983            | 0                         | региональное | действующий | Воскресенский | ландшафтный |

## Государственные заказники
| №  | Название        | Дата создания | Площадь ООПТ, га | Площадь охранной зоны, га | Значение     | Статус                           | Район                                    | Профиль                      |
| -- | --------------- | ------------- | ---------------- | ------------------------- | ------------ | -------------------------------- | ---------------------------------------- | ---------------------------- |
| 1  | Личадеевский    | 18.04.1996    | 6100             |                           | региональное | действующий                      | Ардатовский                              | комплексный                  |
| 2  | Мухтоловский    | 22.03.1994    | 9400             | 0                         | региональное | действующий                      | Ардатовский                              | комплексный                  |
| 3  | Балахнинский    |               | 15300            |                           | региональное | перспективный                    | Балахнинский                             | биологический, зоологический |
| 4  | Бурцевский      |               | 15000            |                           | региональное | ранее предложенный, не созданный | Балахнинский Чкаловский                  | комплексный                  |
| 5  | Бутурлинский    | 20.03.1953    | 14700            |                           | региональное | действующий                      | Бутурлинский                             | биологический                |
| 6  | Варнавинский    | 02.11.1993    | 36200            | 0                         | региональное | действующий                      | Варнавинский                             | комплексный                  |
| 7  | Вачский         | 07.07.1969    | 5,4              | 0                         | региональное | утраченный                       | Вачский                                  |                              |
| 8  | Ветлужский      |               | 27800            |                           | региональное | перспективный                    | Воскресенский                            | комплексный                  |
| 9  | Вознесенский    |               | 3782             |                           | региональное | перспективный                    | Вознесенский                             | комплексный                  |
| 10 | Володарский     |               | 17100            |                           | региональное | перспективный                    | Володарский                              | комплексный                  |
| 11 | Выксунский      |               | 20               |                           | региональное | ранее предложенный, не созданный | Выксунский                               | комплексный                  |
| 12 | Журавлиный      |               | 37827            |                           | региональное | перспективный                    | Воскресенский                            | комплексный                  |
| 13 | Журавлиный      |               | 20000            |                           | региональное | ранее предложенный, не созданный | Воскресенский                            | комплексный                  |
| 14 | Ижменский       |               | 50000            |                           | региональное | ранее предложенный, не созданный | Воскресенский Краснобаковский Тонкинский | комплексный                  |
| 15 | Ичалковский     | 27.09.1971    | 1442             | 0                         | региональное | действующий                      | Бутурлинский Перевозский                 | комплексный ландшафтный      |
| 16 | Керженский      | 24.02.1964    | 65               |                           | региональное | реорганизованный                 | Семёновский                              | биологический охотничий      |
| 17 | Килемарский     | 24.08.2007    | 36876            |                           | региональное | действующий                      | Воскресенский Шарангский                 | комплексный ландшафтный      |
| 18 | Кленовик        | 16.01.1987    | 612              | 1416                      | региональное | действующий                      | Ветлужский                               | комплексный                  |
| 19 | Ковернинский    | 26.05.1969    | 21917            |                           | региональное | действующий                      | Ковернинский                             | комплексный                  |
| 20 | Краснобаковский |               | 15000            |                           | региональное | ранее предложенный, не созданный | Краснобаковский                          | комплексный                  |
| 21 | Ламненский      |               | 10300            |                           | региональное | перспективный                    | г. Бор                                   | комплексный                  |
| 22 | Лысковский      |               | 30000            |                           | региональное | ранее предложенный, не созданный | Лысковский                               |                              |
| 23 | Навашинский     | 24.02.1964    | 11309            | 0                         | региональное | действующий                      | Навашинский                              | комплексный ландшафтный      |
| 24 | Пижемский       | 30.10.1998    | 29680,2          | 0                         | региональное | действующий                      | Тоншаевский Шахунский                    | комплексный ландшафтный      |
| 25 | Пустынский      | 26.11.1984    | 6200             |                           | региональное | действующий                      | Арзамасский                              | биологический охотничий      |
| 26 | Ситниковский    | 16.01.1987    |                  |                           | региональное | действующий                      | г. Бор                                   | биологический зоологический  |
| 27 | Сокольский      |               |                  |                           | региональное | утраченный                       | Сокольский                               |                              |
| 28 | Степуринский    |               | 8700             |                           | региональное | ранее предложенный, не созданный | Навашинский                              | комплексный                  |
| 29 | Тонкинский      | 12.02.1997    | 2018             | 0                         | региональное | действующий                      | Тонкинский                               | комплексный                  |
| 30 | Тумботинский    | 26.05.1992    | 10500            |                           | региональное | действующий                      | Павловский                               | комплексный                  |
| 31 | Уразовский      | 26.11.1984    | 4500             |                           | региональное | действующий                      | Краснооктябрьский                        | биологический охотничий      |
| 32 | Уренский        |               | 10000            |                           | региональное | ранее предложенный, не созданный | Уренский                                 |                              |

Навашинский заказник обладает международным статусом и является  ключевой орнитологической территорией.

## Памятники природы

### Городской округ город Нижний Новгород
| №  | Название                                                                                 | Дата создания | Площадь ООПТ, га | Значение     | Статус           | Профиль     |
| -- | ---------------------------------------------------------------------------------------- | ------------- | ---------------- | ------------ | ---------------- | ----------- |
| 1  | Ботанический сад Нижегородского государственного университета им.Н.И.Лобачевского        | 20.10.1965    | 56,9             | региональное | действующий      |             |
| 2  | Гнилицкие дачи                                                                           | 20.10.1965    | 456,0            | региональное | действующий      | ландшафтный |
| 3  | Два дуба-долгожителя по ул. Белинского, 86                                               | 10.02.1983    | 0,0              | региональное | действующий      |             |
| 4  | Два тополя-долгожителя по ул. Чкалова, 11                                                | 10.03.1983    |                  | региональное | действующий      |             |
| 5  | Доскинские дачи                                                                          | 20.10.1965    | 199,5            | региональное | действующий      |             |
| 6  | Дуб-долгожитель по ул. Коминтерна - Новосибирской                                        | 29.12.2001    | 0,0              | региональное | действующий      |             |
| 7  | Дубовая аллея в Кузнечихе-1                                                              | 29.12.2001    | 1,2              | региональное | действующий      |             |
| 8  | Дубово-лиственничный массив, Анкудиновское шоссе                                         | 24.01.1985    |                  | местное      | действующий      |             |
| 9  | Дубрава ботанического сада университета                                                  | 20.10.1965    | 308,0            | региональное | действующий      |             |
| 10 | Дубрава по проспекту Гагарина                                                            | 24.01.1985    | 5,0              | региональное | действующий      |             |
| 11 | Ель колючая по ул. Короленко, 42                                                         | 10.02.1983    | 0,0              | региональное | действующий      |             |
| 12 | Железнодорожные дачи                                                                     | 20.10.1965    | 1 034,9          | региональное | действующий      |             |
| 13 | Зелёный Город                                                                            | 20.10.1965    | 4 362,1          | региональное | действующий      |             |
| 14 | Ива-долгожитель во дворе здания станции Родина Детской железной дороги (Ивы-долгожители) | 14.02.1984    |                  | региональное | утраченный       |             |
| 15 | Клен сахаристый (серебристый) на территории парка им. 1 Мая                              | 10.03.1983    | 0,0              | региональное | утраченный       |             |
| 16 | Копосовская дубрава                                                                      | 23.10.1980    | 103,0            | региональное | действующий      |             |
| 17 | Лиственница лировидной формы по улице Красноводской, 12                                  | 29.12.2001    | 0,0              | региональное | действующий      |             |
| 18 | Лиственница сибирская на углу ул. Ошарской и ул. Белинского                              | 10.02.1983    | 0,0              | региональное | действующий      |             |
| 19 | Лиственница-долгожитель по улице Минина, 20                                              | 10.02.1983    | 0,0              | региональное | действующий      |             |
| 20 | Лиственничная обсадка по ул. КИМа                                                        | 29.12.2001    | 0,1              | региональное | действующий      |             |
| 21 | Лиственничный массив, Анкудиновское шоссе                                                | 24.01.1985    |                  | местное      | действующий      |             |
| 22 | Малиновая гряда                                                                          | 20.10.1965    | 215,5            | региональное | действующий      |             |
| 23 | Малышевские гривы                                                                        | 20.10.1965    | 149,6            | региональное | действующий      | ландшафтный |
| 24 | Маньчжурский орех на углу ул. Ошарской ул. Невзоровых, 46                                | 29.12.2001    | 0,0              | региональное | действующий      |             |
| 25 | Марьина роща                                                                             | 20.10.1965    | 258,0            | региональное | реорганизованный |             |
| 26 | Озеро Больничное                                                                         | 24.06.1981    | 5,0              | региональное | действующий      |             |
| 27 | Озеро Вторчермета                                                                        | 24.06.1981    | 1,0              | региональное | действующий      |             |
| 28 | Озеро Мещерское                                                                          | 24.06.1981    | 20,0             | региональное | действующий      |             |
| 29 | Озеро у п. Сортировочный                                                                 | 24.06.1981    | 23,0             | региональное | действующий      |             |
| 30 | Орех маньчжурский (два дерева) по ул. Новой, 10а                                         | 10.02.1983    | 0,1              | региональное | действующий      |             |
| 31 | Парк областной психоневрологической больницы № 1                                         | 24.01.1985    | 17,5             | региональное | действующий      |             |
| 32 | Пихта сибирская (два дерева) по ул. Белинского, 34а                                      | 10.02.1983    | 0,0              | региональное | утраченный       |             |
| 33 | Рядовая обсадка тополей- долгожителей по ул. 40 лет Октября                              | 24.01.1985    |                  | местное      | действующий      |             |
| 34 | Смирновские дачи                                                                         | 20.10.1965    | 152,0            | региональное | действующий      | ландшафтный |
| 35 | Сосна Веймутова по ул. ул. Минина, 17                                                    | 10.02.1983    | 0,0              | региональное | действующий      |             |
| 36 | Старое дерево дуба около музея Домик Каширина                                            | 29.12.2001    | 0,1              | региональное | действующий      |             |
| 37 | Старое дерево дуба по ул. Студёной, 10а                                                  | 29.12.2001    | 0,0              | региональное | действующий      |             |
| 38 | Стригинский бор                                                                          | 20.10.1965    | 170,9            | региональное | действующий      | ландшафтный |
| 39 | Таланова роща                                                                            | 20.10.1965    | 81,0             | региональное | действующий      |             |
| 40 | Тополь-долгожитель на пересечении улиц Октябрьской Революции и Чкалова                   | 10.03.1983    |                  | региональное | действующий      |             |
| 41 | Тополь-долгожитель по улице Минина                                                       | 10.02.1983    |                  | местное      | действующий      |             |
| 42 | Урочище Слуда                                                                            | 20.10.1965    | 75,0             | региональное | действующий      |             |
| 43 | Щелоковский хутор                                                                        | 20.10.1965    |                  | региональное | реорганизованный |             |
| 44 | Щелоковский хутор (включая лесной массив Марьина роща)                                   | 20.10.1965    | 339,6            | региональное | действующий      |             |

### Городской округ город Арзамас
| № | Название              | Дата создания | Площадь ООПТ, га | Значение     | Статус      | Профиль |
| - | --------------------- | ------------- | ---------------- | ------------ | ----------- | ------- |
| 1 | Смирновский пруд      | 05.04.1977    | 2,6              | региональное | действующий |         |
| 2 | Берёзовая роща        | 05.04.1977    | 36,0             | местное      | действующий |         |
| 3 | Дендрарий г. Арзамаса | 05.04.1977    | 2,6              | региональное | действующий |         |

### Городской округ город Саров
| №  | Название                              | Дата создания | Площадь ООПТ, га | Значение     | Статус      | Профиль |
| -- | ------------------------------------- | ------------- | ---------------- | ------------ | ----------- | ------- |
| 1  | Эрзянское священное урочище Кереметь  | 09.03.1999    | 7,4              | региональное | действующий |         |
| 2  | Дальняя и Ближняя Пустыньки           | 09.03.1999    | 280,0            | региональное | действующий |         |
| 3  | Заливной луг                          | 09.03.1999    | 1,5              | региональное | действующий |         |
| 4  | Монастырский Шилокшанский прудок      | 09.03.1999    | 4,9              | региональное | действующий |         |
| 5  | Монастырский пруд Варламовский        | 09.03.1999    | 27,2             | региональное | действующий |         |
| 6  | Монастырский пруд Протяжка            | 09.03.1999    | 91,2             | региональное | действующий |         |
| 7  | Монастырское урочище Сысовский кордон | 09.03.1999    | 4,7              | региональное | действующий |         |
| 8  | Монастырское урочище Филипповка       | 09.03.1999    | 243,0            | региональное | действующий |         |
| 9  | Саровские серебряные ключи            | 09.03.1999    | 38,0             | региональное | действующий |         |
| 10 | Шилокшанский прудок                   |               |                  | региональное | действующий |         |

### Ардатовский район
| №  | Название                                                       | Дата создания | Площадь ООПТ, га | Площадь охранной зоны, га | Значение     | Статус                           |
| -- | -------------------------------------------------------------- | ------------- | ---------------- | ------------------------- | ------------ | -------------------------------- |
| 1  | Парк р.п. Ардатова                                             | 18.04.1986    | 2,0              |                           | региональное | действующий                      |
| 2  | Балахонихинская пещера                                         | 15.03.1994    | 0,9              | 52,3                      | региональное | действующий                      |
| 3  | Озеро Большое (Пустынное)                                      | 18.04.1986    | 45,6             | 63,3                      | региональное | действующий                      |
| 4  | Озеро Комсомольское (Пионерское)                               | 18.04.1986    | 6,4              | 36,1                      | региональное | действующий                      |
| 5  | Озеро Нуксинское (Озеро Нуксенское)                            | 18.04.1986    | 15,1             | 56,6                      | региональное | действующий                      |
| 6  | Болото Пустынное                                               | 15.03.1994    | 224,2            | 115,7                     | региональное | действующий                      |
| 7  | Болото Светлое                                                 | 15.03.1994    | 84,0             | 302,4                     | региональное | действующий                      |
| 8  | Озеро Чарское и прилегающий лесной массив                      | 18.04.1986    | 195,9            |                           | региональное | действующий                      |
| 9  | Болото в кварталах 25, 26, 33, 34 Балахонихинского лесничества | 15.03.1994    | 31,3             | 143,4                     | региональное | действующий                      |
| 10 | Болото по реке Сырой Ирзяк                                     |               | 211,6            |                           | региональное | перспективный                    |
| 11 | Парк у п. Мыза                                                 |               | 15,0             |                           | региональное | действующий                      |
| 12 | Парк-сад д. Четвертово                                         |               | 9,0              |                           | региональное | действующий                      |
| 13 | Священное урочище Кавлей                                       |               | 0,1              |                           | региональное | ранее предложенный, не созданный |
| 14 | Участки леса и лугов по р. Ломовке                             | 15.03.1994    | 488,4            | 550,6                     | региональное | действующий                      |
| 15 | Участки хвойно-широколиственных лесов около с. Березовка       | 15.03.1994    | 129,4            | 169,4                     | региональное | действующий                      |
| 16 | Участок хвойно-широколиственного леса около с. Сиязьма         | 15.03.1994    | 20,6             | 45,0                      | региональное | действующий                      |
| 17 | Участок хвойно-широколиственного леса около с. Туркуши         | 15.03.1994    | 103,8            | 212,4                     | региональное | действующий                      |

Памятник природы "Болото Светлое" обладает международным статусом и является  водно-болотным угодьем международного значения.

### Арзамасский район
| № | Название                                              | Дата создания | Площадь ООПТ, га | Площадь охранной зоны, га | Значение     | Статус        |
| - | ----------------------------------------------------- | ------------- | ---------------- | ------------------------- | ------------ | ------------- |
| 1 | Болото Козье                                          | 20.10.1965    | 35,3             | 80,6                      | региональное | действующий   |
| 2 | Болото Мостовое                                       | 20.10.1965    | 27,3             | 87,9                      | региональное | действующий   |
| 3 | Болото по реке Сырой Ирзяк                            |               | 211,6            |                           | региональное | перспективный |
| 4 | Дендрарий Арзамасского лесхоза                        |               | 10,0             |                           | региональное | перспективный |
| 5 | Исток р. Ишлей                                        |               | 29,2             |                           | региональное | перспективный |
| 6 | Массив хвойно-широколиственного леса по р. Сереже     |               | 462,3            |                           | региональное | перспективный |
| 7 | Озеро Большое Тумановское и прилегающий лесной массив |               | 373,0            |                           | региональное | перспективный |
| 8 | Пустынские озёра                                      | 20.10.1965    | 300,0            |                           | региональное | действующий   |
| 9 | Роща Высокая гора                                     | 05.04.1977    | 51,0             |                           | региональное | действующий   |

### Балахнинский район
| № | Название                                                      | Дата создания | Площадь ООПТ, га | Площадь охранной зоны, га | Значение     | Статус        |
| - | ------------------------------------------------------------- | ------------- | ---------------- | ------------------------- | ------------ | ------------- |
| 1 | Болото Семиречье                                              | 20.08.1975    | 691,3            |                           | региональное | действующий   |
| 2 | Болото по рекам Чёрной и Пройме                               | 20.08.1975    | 599,0            |                           | региональное | действующий   |
| 3 | Озёра Боровское и Костичево и прилегающий заболоченный массив |               | 1 280,0          |                           | региональное | перспективный |
| 4 | Озеро Боровское                                               | 17.08.1976    | 49,0             |                           | региональное | действующий   |

### Богородский район
| №  | Название                                                          | Дата создания | Площадь ООПТ, га | Площадь охранной зоны, га | Значение     | Статус        |
| -- | ----------------------------------------------------------------- | ------------- | ---------------- | ------------------------- | ------------ | ------------- |
| 1  | Болото Круглое Дальнее у с. Теряево                               | 03.11.1980    | 13,0             |                           | региональное | действующий   |
| 2  | Парк д. Лазарево                                                  | 03.11.1980    | 3,0              |                           | региональное | действующий   |
| 3  | Парк д. Савелово                                                  | 03.11.1980    | 2,5              |                           | региональное | действующий   |
| 4  | Парк и система прудов д. Кудрешки                                 | 03.11.1980    | 6,0              |                           | региональное | действующий   |
| 5  | Парк и усадьба с. Подвязье                                        | 03.11.1980    | 19,0             |                           | региональное | действующий   |
| 6  | Парк с. Лукино                                                    | 03.11.1980    | 13,2             |                           | региональное | действующий   |
| 7  | Парк с. Шапкино                                                   | 03.11.1980    | 3,0              |                           | региональное | действующий   |
| 8  | Парки г. Богородска                                               | 03.11.1980    | 30,0             |                           | региональное | действующий   |
| 9  | Территория затона Окский - д. Оленино                             | 20.10.1965    | 455,0            |                           | региональное | действующий   |
| 10 | Территория коренного берега р. Оки, д. Дуденево - Дудин монастырь |               | 500,0            |                           | региональное | перспективный |
| 11 | Участок соснового леса у с. Ключищи                               |               | 56,0             |                           | региональное | перспективный |
| 12 | Эрзянская священная роща Касанихинское мольбище                   | 13.09.1996    | 0,2              | 0,0                       | региональное | действующий   |
| 13 | Эрзянское священное урочище Мольбище у д. Инютино                 | 13.09.1996    | 0,0              | 0,0                       | региональное | действующий   |

### Большеболдинский район
| № | Название                                        | Дата создания | Площадь ООПТ, га | Площадь охранной зоны, га | Значение     | Статус        |
| - | ----------------------------------------------- | ------------- | ---------------- | ------------------------- | ------------ | ------------- |
| 1 | Коренной склон долины р. Пьяны около д. Свирино |               | 317,9            |                           | региональное | перспективный |
| 2 | Парк (липовая аллея) с. Апраксино               | 19.11.1979    | 0,2              |                           | региональное | действующий   |
| 3 | Парк и система прудов с. Новая Слобода          | 19.11.1979    | 12,0             |                           | региональное | действующий   |
| 4 | Парк с. Черновское                              | 19.11.1979    | 2,5              |                           | региональное | действующий   |

### Большемурашкинский район
| № | Название | Дата создания | Площадь ООПТ, га | Площадь охранной зоны, га | Значение | Статус |
| - | -------- | ------------- | ---------------- | ------------------------- | -------- | ------ |

### Бутурлинский район
| № | Название                                                                             | Дата создания | Площадь ООПТ, га | Площадь охранной зоны, га | Значение     | Статус      |
| - | ------------------------------------------------------------------------------------ | ------------- | ---------------- | ------------------------- | ------------ | ----------- |
| 1 | Борнуковская пещера                                                                  | 20.10.1965    | 2,7              | 95,0                      | региональное | действующий |
| 2 | Государственный биологический(охотничий) заказник областного значения "Бутурлинский" | 20.03.1953    | 15000,0          | 000,0                     | региональное | действующий |
| 3 | Дубрава около с. Тарталей                                                            | 20.08.1996    | 608,0            | 0,0                       | региональное | действующий |
| 4 | Заболоченная пойма р. Пьяны                                                          | 15.05.1973    | 5 000,0          |                           | региональное | действующий |
| 5 | Озеро Красное                                                                        | 20.08.1996    | 38,0             | 88,3                      | региональное | действующий |
| 6 | Озеро Чембасовское                                                                   | 17.08.1976    | 37,0             | 112,0                     | региональное | действующий |

### Вадский район
| № | Название                              | Дата создания | Площадь ООПТ, га | Площадь охранной зоны, га | Значение     | Статус        |
| - | ------------------------------------- | ------------- | ---------------- | ------------------------- | ------------ | ------------- |
| 1 | Дубрава около с. Зелёные Горы         | 25.05.1998    | 31,0             | 0,0                       | региональное | действующий   |
| 2 | Озеро Вадское                         | 20.10.1965    | 198,2            |                           | региональное | действующий   |
| 3 | Парк и липовая роща совхоза Новый мир |               | 58,0             |                           | региональное | перспективный |

### Варнавинский район
| №  | Название | Дата создания | Площадь ООПТ, га | Площадь охранной зоны, га | Значение     | Статус        |
| -- | --- | ------------- | ---------------- | ------------------------- | ------------ | ------------- |
| 1  | Болота Большое и Горшечное                                                                                             | 22.08.1997    | 453,8            | 556,2                     | региональное | действующий   |
| 2  | Болота Стрелецкое и Клюквенное                                                                                         | 22.08.1997    | 288,3            | 255,4                     | региональное | действующий   |
| 3  | Болото Большое II | 22.08.1997    | 128,6            | 210,7                     | региональное | действующий   |
| 4  | Болото Колосово | 22.08.1997    | 103,9            | 342,1                     | региональное | действующий   |
| 5  | Болото Костыль | 19.02.1979    | 217,0            |                           | региональное | действующий   |
| 6  | Болото Постойское | 22.08.1997    | 172,2            | 159,8                     | региональное | действующий   |
| 7  | Массив пихтово-елового леса по реке Варваж                                                                             | 21.10.1991    | 519,0            |                           | региональное | действующий   |
| 8  | Пихтово-еловые леса Лапшангского лесничества                                                                           | 21.10.1991    | 1 404,0          | 831,1                     | региональное | действующий   |
| 9  | Участки пихтово-еловых лесов по р. Шада и Аграфенка                                                                    | 21.10.1991    | 883,0            | 2 515,0                   | региональное | действующий   |
| 10 | Участок лиственнично-соснового леса в квартале 14 Варнавинского лесничества                                            | 21.10.1991    | 3,8              | 88,5                      | региональное | действующий   |
| 11 | Участок лиственнично-соснового леса в квартале 37 Варнавинского лесничества                                            | 21.10.1991    | 7,0              | 41,2                      | региональное | действующий   |
| 12 | Участок лиственнично-соснового леса в квартале 98 Камешниковского лесничества и в квартале 5 Варнавинского лесничества | 21.10.1991    | 6,1              | 98,6                      | региональное | действующий   |
| 13 | Участок пихтово-елового леса по р. Боровая (Участок пихтово-елового леса по р. Боровой)                                | 22.08.1997    | 123,9            | 337,9                     | региональное | действующий   |
| 14 | Участок пихтово-еловых лесов в пойме р. Ужгур                                                                          |               | 41,4             |                           | региональное | перспективный |

### Вачский район
| №  | Название                                                                         | Дата создания | Площадь ООПТ, га | Площадь охранной зоны, га | Значение     | Статус      |
| -- | -------------------------------------------------------------------------------- | ------------- | ---------------- | ------------------------- | ------------ | ----------- |
| 1  | Пойменная дубрава около д. Пертово                                               | 16.12.1993    | 150,9            |                           | региональное | действующий |
| 2  | Участки елового леса около с. Давыдово                                           | 16.12.1993    | 30,5             | 126,5                     | региональное | действующий |
| 3  | Участок бора сложного у д. Фофаново                                              | 16.12.1993    | 40,5             | 72,5                      | региональное | действующий |
| 4  | Участок елового леса около с. Черновское                                         | 16.12.1993    | 19,7             | 75,6                      | региональное | действующий |
| 5  | Участок ельника сложного около д. Митино                                         | 16.12.1993    | 45,1             | 213,9                     | региональное | действующий |
| 6  | Участок леса по склону коренного берега р. Оки между д. Сапун и пристанью Пожога | 16.12.1993    | 134,7            |                           | региональное | действующий |
| 7  | Участок леса по склону коренного берега р. Оки у д. Короваево                    | 16.12.1993    | 99,3             |                           | региональное | действующий |
| 8  | Участок хвойно-широколиственного леса в истоке р. Малая Юра                      | 16.12.1993    | 26,4             | 60,8                      | региональное | действующий |
| 9  | Участок хвойно-широколиственных лесов около с. Беляйково                         | 16.12.1993    | 129,1            | 462,9                     | региональное | действующий |
| 10 | Участок хвойного леса у д. Жекино                                                | 16.12.1993    | 213,1            |                           | региональное | действующий |
| 11 | Хвойно-широколиственный лес в истоке реки Малая Юра                              |               |                  |                           | региональное | действующий |

### Ветлужский район
| №  | Название                                                                   | Дата создания | Площадь ООПТ, га | Площадь охранной зоны, га | Значение     | Статус        |
| -- | -------------------------------------------------------------------------- | ------------- | ---------------- | ------------------------- | ------------ | ------------- |
| 1  | Болота Елховское, Ченебечиха и Обабочное                                   |               | 353,7            |                           | региональное | перспективный |
| 2  | Болота Закороино - Белое                                                   |               | 165,5            |                           | региональное | перспективный |
| 3  | Болото Большой Мокряй                                                      |               | 2 097,3          |                           | региональное | перспективный |
| 4  | Болото Казанское                                                           | 22.03.2013    | 2 463,1          | 2 036,7                   | региональное | действующий   |
| 5  | Болото Катино                                                              |               | 49,3             |                           | региональное | перспективный |
| 6  | Болото Пахтусихинское                                                      | 25.05.1998    | 124,9            | 237,8                     | региональное | действующий   |
| 7  | Исправникова дуга                                                          | 25.05.1998    | 1 627,7          | 651,3                     | региональное | действующий   |
| 8  | Массив высоковозрастных хвойных лесов около устья реки Большая Какша       |               | 225,0            |                           | региональное | перспективный |
| 9  | Озеро Кумышево                                                             |               | 20,2             |                           | региональное | перспективный |
| 10 | Парк Ветлужского противотуберкулёзного санатория                           | 23.08.1982    | 7,0              |                           | региональное | действующий   |
| 11 | Парк д. Беляевка                                                           | 23.08.1982    | 2,0              |                           | региональное | действующий   |
| 12 | Парк д. Волынцы                                                            | 23.08.1982    | 2,0              |                           | региональное | действующий   |
| 13 | Парк с. Белышево                                                           | 23.08.1982    | 17,0             |                           | региональное | действующий   |
| 14 | Парк с. Стрелица                                                           | 23.08.1982    | 16,0             |                           | региональное | действующий   |
| 15 | Пихтово-еловый лес по р. Варваж в Стрелицком лесничестве                   | 25.05.1998    | 92,9             | 225,9                     | региональное | действующий   |
| 16 | Пихтово-еловый лес у д. Пахтусиха                                          | 25.05.1998    | 122,0            | 100,0                     | региональное | действующий   |
| 17 | Посадки сосны сибирской (кедровая роща) в квартале 2 Нагорного лесничества | 17.04.1976    | 1,2              | 0,0                       | региональное | действующий   |
| 18 | Участок заболоченного леса у р.п. им. Калинина                             | 28.11.1991    | 20,0             |                           | региональное | действующий   |
| 19 | Участок пихтово-елового леса при усадьбе Беляевка                          |               | 31,0             |                           | региональное | перспективный |

### Вознесенский район
| № | Название                                                                | Дата создания | Площадь ООПТ, га | Площадь охранной зоны, га | Значение     | Статус        |
| - | ----------------------------------------------------------------------- | ------------- | ---------------- | ------------------------- | ------------ | ------------- |
| 1 | Вознесенский муравьиный комплекс в квартале 5 Вознесенского лесничества |               | 50,0             |                           | региональное | перспективный |
| 2 | Массив хвойно-широколиственных лесов по реке Варнаве у д. Благодатовка  | 20.08.1996    | 379,3            | 0,0                       | региональное | действующий   |
| 3 | Парк р.п. Вознесенское                                                  | 11.12.1979    | 1,0              |                           | региональное | действующий   |
| 4 | Парк с. Криуши (Парк с. Криуша)                                         | 14.02.1984    | 33,9             |                           | региональное | действующий   |
| 5 | Родник Куриха в кв. 115, 116 Сарминского лесничества                    |               | 50,0             |                           | региональное | перспективный |
| 6 | Родник Прудки в кв. 156 Сарминского лесничества                         |               | 12,0             |                           | региональное | перспективный |
| 7 | Участок леса у реки Сатис                                               | 20.08.1996    | 382,0            | 0,0                       | региональное | действующий   |

### Володарский район
| №  | Название                                                    | Дата создания | Площадь ООПТ, га | Площадь охранной зоны, га | Значение     | Статус        |
| -- | ----------------------------------------------------------- | ------------- | ---------------- | ------------------------- | ------------ | ------------- |
| 1  | Болото Сумино (включая болото Малое Сумино)                 |               | 191,3            |                           | региональное | перспективный |
| 2  | Болото Варех и озеро Варех                                  | 20.08.1975    | 1 973,1          | 1 391,9                   | региональное | действующий   |
| 3  | Болото Горелая Дача                                         |               | 4,4              |                           | региональное | перспективный |
| 4  | Болото Пырское с озером Пырским                             | 20.10.1965    | 1 794,2          | 1 259,1                   | региональное | действующий   |
| 5  | Болото Утрех и озеро Утрех                                  | 20.08.1975    | 3 697,1          | 1 476,7                   | региональное | действующий   |
| 6  | Болото Федяевское                                           | 20.08.1975    | 5 960,0          |                           | региональное | действующий   |
| 7  | Водоём с колонией озёрных чаек в р.п. Красная Горка         |               | 11,1             |                           | региональное | перспективный |
| 8  | Дендропарк Дзержинского лесхоза                             |               | 16,0             |                           | региональное | перспективный |
| 9  | Озёра Светлые, озеро Еловое и окружающий их болотный массив | 17.08.1976    | 24,7             | 99,3                      | региональное | действующий   |
| 10 | Парк р.п. Горбатовка                                        |               | 62,0             |                           | региональное | перспективный |
| 11 | Пойма реки Клязьмы в Ильинском лесничестве                  |               | 1 148,0          |                           | региональное | перспективный |
| 12 | Территория Желнино-Пушкино-Сейма                            | 20.10.1965    | 3 317,3          | 0,0                       | региональное | действующий   |
| 13 | Территория Красная горка                                    | 22.05.1981    | 1 071,0          |                           | региональное | действующий   |

### Воротынский район
| №  | Название                                              | Дата создания | Площадь ООПТ, га | Площадь охранной зоны, га | Значение     | Статус      |
| -- | ----------------------------------------------------- | ------------- | ---------------- | ------------------------- | ------------ | ----------- |
| 1  | Болото Дряничное                                      | 29.11.1991    | 7 437,5          | 9 467,5                   | региональное | действующий |
| 2  | Болото Камское-Осиновые Котлы                         | 28.11.1991    | 15 576,4         | 12 662,4                  | региональное | действующий |
| 3  | Болото Плотовское с озером Большое Плотово            | 15.05.1973    | 2 562,5          | 1 362,5                   | региональное | действующий |
| 4  | Болото Рябиновское с озером Рябиновским               | 26.01.1978    | 2 903,6          | 3 816,6                   | региональное | действующий |
| 5  | Болото Слоновское-Курмановское с озером Малый Культей | 26.01.1978    | 6 500,9          | 4 814,1                   | региональное | действующий |
| 6  | Марийская священная берёза Цепельская                 | 13.09.1996    |                  |                           | региональное | действующий |
| 7  | Марийская священная роща Арпынгель                    | 13.09.1996    | 0,1              | 0,0                       | региональное | действующий |
| 8  | Марийская священная роща Цепельская                   | 13.09.1996    | 0,4              | 0,0                       | региональное | действующий |
| 9  | Марийская священная сосна Хмелевская                  | 13.09.1996    |                  |                           | региональное | действующий |
| 10 | Марийская священная сосна Цепельская                  | 13.09.1996    |                  |                           | региональное | действующий |
| 11 | Михайловский                                          | 29.01.1968    | 4 316,8          |                           | региональное | действующий |
| 12 | Озеро Большой Культей                                 | 26.01.1978    | 23,9             | 38,4                      | региональное | действующий |
| 13 | Озеро Красное                                         | 26.01.1978    | 17,1             | 82,8                      | региональное | действующий |
| 14 | Озеро Малое Плотово                                   | 17.08.1976    | 50,4             | 92,7                      | региональное | действующий |
| 15 | Озеро Рыжан                                           | 26.01.1978    | 95,4             | 259,4                     | региональное | действующий |
| 16 | Парк п. Красная Горка                                 | 30.10.1980    | 6,9              |                           | региональное | действующий |
| 17 | Парк с. Быковка                                       | 30.10.1980    | 7,8              |                           | региональное | действующий |
| 18 | Парк с. Покров-Майдан                                 | 30.10.1980    | 13,1             |                           | региональное | действующий |
| 19 | Садово-парковый ландшафт р.п. Васильсурск             |               | 95,3             |                           | региональное | действующий |

Болота Дряничное, Камское-Осиновые Котлы, Плотовское, Рябиновское, Слоновское-Курмановское, а также озёра Большой Культей, Красное, Малое Плотово, Рыжан обладают международным статусом и являются  водно-болотным угодьями международного значения.

### Воскресенский район
| №  | Название                                                                                        | Дата создания | Площадь ООПТ, га | Площадь охранной зоны, га | Значение     | Статус        |
| -- | ----------------------------------------------------------------------------------------------- | ------------- | ---------------- | ------------------------- | ------------ | ------------- |
| 1  | Асташихинский стратотип                                                                         |               | 4,0              |                           | региональное | перспективный |
| 2  | Болота Большое II - Пальники                                                                    | 15.05.1973    | 3 540,3          | 2 144,5                   | региональное | действующий   |
| 3  | Болота Ямное, Ягодное, Бутино                                                                   | 20.08.1975    | 1 363,3          |                           | региональное | действующий   |
| 4  | Болото Барановское                                                                              |               | 21,4             |                           | региональное | перспективный |
| 5  | Болото Большое Рябиновское                                                                      |               | 201,2            |                           | региональное | перспективный |
| 6  | Болото Боровушское                                                                              |               | 19,4             |                           | региональное | перспективный |
| 7  | Болото Камское-Осиновые Котлы                                                                   | 28.11.1991    | 15 576,4         | 12 662,4                  | региональное | действующий   |
| 8  | Болото Луговое                                                                                  |               | 248,1            |                           | региональное | перспективный |
| 9  | Болото Мостовое Воскресенского района                                                           |               | 239,7            |                           | региональное | перспективный |
| 10 | Болото Ошарашское                                                                               |               | 47,5             |                           | региональное | перспективный |
| 11 | Болото Самарское                                                                                |               | 24,6             |                           | региональное | перспективный |
| 12 | Болото Светлое                                                                                  | 20.08.1975    | 858,0            |                           | региональное | действующий   |
| 13 | Болото Урубковское                                                                              |               | 222,7            |                           | региональное | перспективный |
| 14 | Галибихинский геологический разрез                                                              |               | 10,0             |                           | региональное | перспективный |
| 15 | Дуб-долгожитель Апшатнерский                                                                    |               | 0,0              |                           | региональное | перспективный |
| 16 | Лесной массив в пойме р. Ветлуги напротив с. Медведиха                                          |               | 212,0            |                           | региональное | перспективный |
| 17 | Лесной массив в пойме р. Ветлуги около д. Бахарево                                              |               | 338,0            |                           | региональное | перспективный |
| 18 | Марийская священная липа Апшатнерская                                                           | 13.09.1996    |                  |                           | региональное | действующий   |
| 19 | Марийская священная лиственница Юронгская                                                       | 13.09.1996    |                  |                           | региональное | действующий   |
| 20 | Марийская священная роща Апшатнерская                                                           | 13.09.1996    | 0,0              | 0,0                       | региональное | действующий   |
| 21 | Марийская священная роща Юронгская                                                              | 13.09.1996    | 0,0              | 0,0                       | региональное | действующий   |
| 22 | Массив лесов и болот в кварталах 58, 59, 62, 63, 66, 67, 70, 71, 73 Староустинского лесничества |               | 589,6            |                           | региональное | перспективный |
| 23 | Массив южно-таёжных лесов по р. Ижме (в Воскресенском районе)                                   |               | 3 473,0          |                           | региональное | перспективный |
| 24 | Озеро Моховое                                                                                   | 17.08.1976    | 2,0              | 40,0                      | региональное | действующий   |
| 25 | Озеро Нестиар                                                                                   | 17.08.1976    | 29,9             | 0,0                       | региональное | действующий   |
| 26 | Озеро Светлое                                                                                   | 20.08.1975    | 53,0             |                           | региональное | действующий   |
| 27 | Озеро Светлое и примыкающий болотный массив                                                     |               | 4 572,1          |                           | региональное | перспективный |
| 28 | Озеро Светлояр                                                                                  | 20.10.1965    | 12,0             | 47,0                      | федеральное  | действующий   |
| 29 | Озеро Юронгское                                                                                 | 17.08.1976    | 24,0             |                           | региональное | действующий   |
| 30 | Парк д. Галибиха                                                                                | 31.01.1978    | 27,0             |                           | региональное | действующий   |
| 31 | Парк р.п. Воскресенское                                                                         | 11.10.1979    | 1,5              |                           | региональное | действующий   |
| 32 | Парк с. Богородское                                                                             | 11.10.1979    | 12,0             |                           | региональное | действующий   |
| 33 | Парк с. Успенское                                                                               | 11.10.1979    | 6,0              |                           | региональное | действующий   |
| 34 | Участки леса по р. Люнде в Успенском лесничестве                                                |               | 168,7            |                           | региональное | перспективный |
| 35 | Участок елово-пихтового леса у д. Малое Содомово                                                | 16.01.1987    | 21,0             |                           | региональное | действующий   |
| 36 | Участок пихтово-елового леса и лугов по р. Усте около д. Новоильинское                          |               | 133,8            |                           | региональное | перспективный |

Болота Большое II - Пальники и Светлое обладают международным статусом и являются  водно-болотным угодьями международного значения.

### Гагинский район
| № | Название | Дата создания | Площадь ООПТ, га | Площадь охранной зоны, га | Значение     | Статус        |
| - | --- | ------------- | ---------------- | ------------------------- | ------------ | ------------- |
| 1 | Дубрава у с. Ветошкино |               | 5,0              |                           | региональное | перспективный |
| 2 | Карстовые полья района с. Новое Еделево                                                                                   |               | 700,0            |                           | региональное | перспективный |
| 3 | Массив широколиственных лесов по р. Пьяне                                                                                 | 20.08.1996    | 543,0            | 0,0                       | региональное | действующий   |
| 4 | Новоеделевское обнажение морены и приледниковых образований                                                               |               | 0,0              |                           | региональное | перспективный |
| 5 | Обнажение верхнесухонских слоев татарского яруса верхней Перми на правом склоне долины южной ветви р. Пьяны у д. Соболево |               | 5,0              |                           | региональное | перспективный |
| 6 | Озеро Моховое |               | 5,0              |                           | региональное | перспективный |
| 7 | Парк п. Баронский |               | 25,0             |                           | региональное | перспективный |
| 8 | Родник Чуварлей у с. Гагино                                                                                               |               | 1,0              |                           | региональное | перспективный |

### Городецкий район
| № | Название                                          | Дата создания | Площадь ООПТ, га | Площадь охранной зоны, га | Значение     | Статус      |
| - | ------------------------------------------------- | ------------- | ---------------- | ------------------------- | ------------ | ----------- |
| 1 | Болото Приузолье                                  | 20.08.1996    | 13,2             | 79,0                      | региональное | действующий |
| 2 | Водоём с колонией чаек у с. Смольки               | 20.08.1996    | 17,0             | 25,0                      | региональное | действующий |
| 3 | Городецкая зона отдыха                            | 20.10.1965    | 1 802,0          |                           | региональное | утраченный  |
| 4 | Дубрава у города Городца                          | 05.04.1978    | 5 010,0          | 0,0                       | региональное | действующий |
| 5 | Левобережье Горьковского моря                     | 20.10.1965    | 6 370,0          |                           | региональное | утраченный  |
| 6 | Лесной массив в Волжском лесничестве              | 20.08.1996    | 658,0            | 0,0                       | региональное | действующий |
| 7 | Озеро Спасское                                    | 05.04.1978    | 5,0              |                           | региональное | действующий |
| 8 | Участок сосновых лесов в Бриляковском лесничестве | 20.08.1996    | 288,8            | 486,4                     | региональное | действующий |

### Дальнеконстантиновский район
| №  | Название | Дата создания | Площадь ООПТ, га | Площадь охранной зоны, га | Значение     | Статус        |
| -- | --- | ------------- | ---------------- | ------------------------- | ------------ | ------------- |
| 1  | Берёзовая роща с. Борисово-Покровское | 21.01.1977    | 2,1              |                           | региональное | действующий   |
| 2  | Истоки р. Кудьмы |               | 122,0            |                           | региональное | перспективный |
| 3  | Кедрово-лиственничный массив | 13.04.1982    | 5,5              | 0,0                       | региональное | действующий   |
| 4  | Лесное урочище Гари близ с. Сарлей | 21.01.1977    | 8,0              |                           | региональное | действующий   |
| 5  | Липовая роща у с. Татарское | 21.01.1977    | 2,5              |                           | региональное | действующий   |
| 6  | Массив высоковозрастных хвойно-широколиственных лесов около д. Большое Сескино                                                                         | 20.08.1996    | 267,3            | 338,3                     | региональное | действующий   |
| 7  | Массив высоковозрастных хвойно-широколиственных лесов около п. Дубки                                                                                   | 20.08.1996    | 532,2            | 0,0                       | региональное | действующий   |
| 8  | Парк с. Малая Пица | 21.01.1977    | 2,4              |                           | региональное | действующий   |
| 9  | Парк с. Симбилей | 21.01.1977    | 0,3              |                           | региональное | действующий   |
| 10 | Парк с. Таможниково | 21.01.1977    | 4,7              |                           | региональное | действующий   |
| 11 | Пруд с. Малая Пица | 21.01.1977    | 10,0             |                           | региональное | действующий   |
| 12 | Разрез отложений барремского яруса нижнего мела мезозоя (в уступе правого коренного склона р. Чёрной в 0,5 км к востоку от восточной границы с. Новое) |               | 7,0              |                           | региональное | перспективный |
| 13 | Родник д. Кременки |               | 0,5              |                           | региональное | перспективный |
| 14 | Роща Роштанки у с. Дальнее Константиново | 21.01.1977    | 73,0             | 0,0                       | региональное | действующий   |
| 15 | Склоны долины верховьев р. Озерки | 13.04.1982    | 211,0            | 0,0                       | региональное | действующий   |
| 16 | Сосново-можжевеловый остепненный массив | 13.04.1982    | 347,0            | 0,0                       | региональное | действующий   |
| 17 | Участок леса с колонией серых цапель близ с. Сарлей | 20.08.1996    | 27,5             | 0,0                       | региональное | действующий   |
| 18 | Эрзянская священная роща Кузьмерь |               | 5,0              |                           | региональное | перспективный |
| 19 | Эрзянское священное урочище Керметские вершины |               | 0,4              |                           | региональное | перспективный |
| 20 | Эрзянское священное урочище Кузькины Караваи у п. Кривая Грань                                                                                         |               | 0,4              |                           | региональное | перспективный |
| 21 | Эрзянское священное урочище Малютино Мольбище у д. Макраша                                                                                             |               | 0,2              |                           | региональное | перспективный |
| 22 | Эрзянское священное урочище Мольбище у д. Кажлейка |               | 0,3              |                           | региональное | перспективный |
| 23 | Эрзянское священное урочище Мольбище у д. Сиуха |               | 0,1              |                           | региональное | перспективный |
| 24 | Эрзянское священное урочище Мольбище у с. Арманиха |               | 0,1              |                           | региональное | перспективный |
| 25 | Эрзянское священное урочище Пьяный Дуб у с. Румстиха                                                                                                   |               | 0,1              |                           | региональное | перспективный |

### Дивеевский район
| № | Название                                                            | Дата создания | Площадь ООПТ, га | Площадь охранной зоны, га | Значение     | Статус        |
| - | ------------------------------------------------------------------- | ------------- | ---------------- | ------------------------- | ------------ | ------------- |
| 1 | Дубрава и Кайдалов пруд у д. Дерновки                               |               | 15,0             |                           | региональное | перспективный |
| 2 | Дубрава и Хохлов пруд у с. Верякуши                                 |               | 104,9            |                           | региональное | перспективный |
| 3 | Парк и Рязанов пруд в с. Глухово                                    |               | 10,0             |                           | региональное | перспективный |
| 4 | Парк с. Верякуши                                                    |               | 5,6              |                           | региональное | перспективный |
| 5 | Родники в с. Дивеево                                                |               | 72,0             |                           | региональное | перспективный |
| 6 | Роща и родник у д. Осиновка                                         |               | 2,0              |                           | региональное | перспективный |
| 7 | Урочище Ломовка                                                     | 22.08.1997    | 658,9            | 0,0                       | региональное | действующий   |
| 8 | Урочище Скит и прилегающий лесной массив                            | 08.04.1996    | 347,8            | 738,4                     | региональное | действующий   |
| 9 | Участки высоковозрастных сосновых боров в Кременковском лесничестве |               | 237,6            |                           | региональное | перспективный |

### Княгининский район
| № | Название                                                                                          | Дата создания | Площадь ООПТ, га | Площадь охранной зоны, га | Значение     | Статус        |
| - | ------------------------------------------------------------------------------------------------- | ------------- | ---------------- | ------------------------- | ------------ | ------------- |
| 1 | Колковицкое обнажение пород юрской системы в вершине оврага Желобы в 1,6 км западнее д. Колковицы |               | 4,0              |                           | региональное | перспективный |
| 2 | Парк д. Озерки                                                                                    |               | 5,0              |                           | региональное | перспективный |
| 3 | Парк п. совхоза Возрождение                                                                       |               | 25,0             |                           | региональное | перспективный |
| 4 | Степные участки по р. Имзе                                                                        |               | 127,0            |                           | региональное | перспективный |
| 5 | Степные участки по р. Урге у с. Покров                                                            |               | 60,0             |                           | региональное | перспективный |

### Ковернинский район
| № | Название                                                             | Дата создания | Площадь ООПТ, га | Площадь охранной зоны, га | Значение     | Статус           |
| - | -------------------------------------------------------------------- | ------------- | ---------------- | ------------------------- | ------------ | ---------------- |
| 1 | Болота и участки лиственнично-соснового леса Наумовского лесничества | 14.03.1987    | 1 410,3          | 1 616,3                   | региональное | действующий      |
| 2 | Болото Мазовское-II                                                  | 14.03.1987    | 26,5             |                           | региональное | действующий      |
| 3 | Болото Малое                                                         | 13.11.1996    | 40,4             | 70,2                      | региональное | действующий      |
| 4 | Болото Шарлово                                                       | 13.11.1996    | 125,9            | 0,0                       | региональное | действующий      |
| 5 | Ковернинский заболоченный массив                                     | 15.05.1973    | 11 000,0         |                           | региональное | реорганизованный |
| 6 | Лес у истоков реки Керженец                                          |               | 2 969,1          |                           | региональное | реорганизованный |
| 7 | Участки еловых лесов близ д. Сермягино                               | 13.11.1996    | 488,7            | 0,0                       | региональное | действующий      |
| 8 | Участки сосново-лиственничного леса у д. Высоково                    | 14.03.1987    | 7,4              | 0,0                       | региональное | действующий      |

### Краснобаковский район
| №  | Название                                                                | Дата создания | Площадь ООПТ, га | Площадь охранной зоны, га | Значение     | Статус           |
| -- | ----------------------------------------------------------------------- | ------------- | ---------------- | ------------------------- | ------------ | ---------------- |
| 1  | Болота Токовые                                                          | 20.08.1996    | 623,5            | 601,8                     | региональное | действующий      |
| 2  | Болото Глухарное                                                        | 20.08.1996    | 35,8             | 75,2                      | региональное | действующий      |
| 3  | Болото Гонобобельное                                                    | 20.08.1996    | 119,2            | 247,1                     | региональное | действующий      |
| 4  | Болото Клюквенное                                                       | 26.01.1978    | 39,8             | 90,0                      | региональное | действующий      |
| 5  | Болото Токовое-I                                                        | 26.01.1978    |                  |                           | региональное | реорганизованный |
| 6  | Болото Токовое-II                                                       | 26.01.1978    |                  |                           | региональное | реорганизованный |
| 7  | Болото Трубино I и II                                                   | 20.08.1996    | 122,5            | 294,6                     | региональное | действующий      |
| 8  | Дендропарк Краснобаковского лесхозтехникума                             | 19.01.1983    | 17,0             |                           | региональное | действующий      |
| 9  | Краснобаковский муравьиный комплекс                                     | 18.04.1986    | 59,2             |                           | региональное | действующий      |
| 10 | Лесной массив в пойме р. Чёрной                                         | 20.08.1996    | 297,6            | 0,0                       | региональное | действующий      |
| 11 | Массив южно-таёжных лесов по р. Ижме                                    |               | 177,1            |                           | региональное | перспективный    |
| 12 | Озёра Большое и Малое и окружающий лесной массив                        |               | 582,0            |                           | региональное | перспективный    |
| 13 | Озеро Жаренское                                                         | 20.08.1996    | 13,6             | 12,0                      | региональное | действующий      |
| 14 | Озеро в квартале 2 Носовского лесничества и примыкающий болотный массив | 20.08.1996    | 25,0             | 106,0                     | региональное | действующий      |
| 15 | Парк с. Дмитриевское                                                    | 19.01.1983    | 15,0             |                           | региональное | действующий      |
| 16 | Участки высоковозрастных хвойных лесов в истоке реки Чибирь             |               |                  |                           | региональное | действующий      |
| 17 | Участок высоковозрастных хвойных лесов в верховьях р. Чёрной            | 20.08.1996    | 114,3            | 159,7                     | региональное | действующий      |
| 18 | Участок высоковозрастных хвойных лесов в истоке р. Чибирь               | 20.08.1996    | 164,5            | 209,2                     | региональное | действующий      |
| 19 | Участок высоковозрастных хвойных лесов у истока р. Малый Безменец       | 20.08.1996    | 68,5             | 126,8                     | региональное | действующий      |
| 20 | Участок южно-таёжных лесов по рекам Сенге и Иегрихе                     |               | 346,6            |                           | региональное | перспективный    |

### Краснооктябрьский район
| № | Название                                          | Дата создания | Площадь ООПТ, га | Площадь охранной зоны, га | Значение     | Статус        |
| - | ------------------------------------------------- | ------------- | ---------------- | ------------------------- | ------------ | ------------- |
| 1 | Озеро в д. Трёхозерье                             |               | 20,0             |                           | региональное | перспективный |
| 2 | Родник у д. Кузьминка                             |               | 2,0              |                           | региональное | перспективный |
| 3 | Степной участок Урочище Иске                      |               | 218,0            |                           | региональное | перспективный |
| 4 | Степной участок около с. Ключищи                  |               | 390,9            |                           | региональное | перспективный |
| 5 | Степной участок около с. Уразовка и д. Актуково   |               | 510,2            |                           | региональное | перспективный |
| 6 | Степные участки по р. Субой                       | 20.10.1965    | 297,5            |                           | региональное | действующий   |
| 7 | Степные участки по склонам правого берега р. Пица | 20.10.1965    | 781,2            | 0,0                       | региональное | действующий   |
| 8 | Урочище Аист близ с. Китово                       |               | 31,8             |                           | региональное | перспективный |

### Кстовский район
| № | Название                                            | Дата создания | Площадь ООПТ, га | Площадь охранной зоны, га | Значение     | Статус        |
| - | --------------------------------------------------- | ------------- | ---------------- | ------------------------- | ------------ | ------------- |
| 1 | Болото Шава                                         | 20.08.1975    | 260,3            | 0,0                       | региональное | действующий   |
| 2 | Зелёный Город                                       | 20.10.1965    | 4 362,1          | 0,0                       | региональное | действующий   |
| 3 | Лесные посадки у д. Чернуха                         | 20.10.1965    | 1,0              |                           | региональное | действующий   |
| 4 | Лесостепные участки между с. Слободское и Докукино  |               | 55,7             |                           | региональное | перспективный |
| 5 | Парк санатория Зименки                              | 20.10.1965    | 8,3              | 25,5                      | региональное | действующий   |
| 6 | Степные склоны долины р. Шавы у д. Прокошево        |               | 9,5              |                           | региональное | перспективный |
| 7 | Степные участки у д. Семенищи                       |               | 14,6             |                           | региональное | перспективный |
| 8 | Территория Горный Борок - Шавская - Горка - Кадницы | 20.10.1965    | 340,0            | 0,0                       | региональное | действующий   |
| 9 | Участок соснового леса в Тепловском лесничестве     |               | 17,4             |                           | региональное | перспективный |

### Лукояновский район
| №  | Название                                                                     | Дата создания | Площадь ООПТ, га | Площадь охранной зоны, га | Значение     | Статус        |
| -- | ---------------------------------------------------------------------------- | ------------- | ---------------- | ------------------------- | ------------ | ------------- |
| 1  | Дубрава Мадаевского лесничества                                              | 14.02.1984    | 73,9             | 111,1                     | региональное | действующий   |
| 2  | Дубрава Павловского лесничества                                              | 15.05.1973    | 96,0             |                           | местное      | действующий   |
| 3  | Дубрава Печинского лесничества                                               | 15.05.1973    | 41,3             | 71,4                      | региональное | действующий   |
| 4  | Дубрава в 1 километре к северо- западу от посёлка Преображенский             | 14.06.1994    | 20,0             | 29,0                      | региональное | действующий   |
| 5  | Дубрава в 3 километрах к югу от села Покровка                                | 14.06.1994    | 35,0             | 58,0                      | региональное | действующий   |
| 6  | Дубрава по оврагу во 2 квартале Кутумского лесничества                       | 10.09.1991    | 70,3             | 192,7                     | региональное | действующий   |
| 7  | Дубрава у деревни Гремячка                                                   | 10.09.1991    | 70,5             | 335,5                     | региональное | действующий   |
| 8  | Кленово-липовый лес у деревни Санки                                          | 10.09.1991    | 35,8             | 169,2                     | региональное | действующий   |
| 9  | Мордовская священная роща Лукаш                                              | 14.06.1994    | 11,5             | 0,0                       | региональное | действующий   |
| 10 | Мордовская священная роща Явлей                                              | 14.06.1994    | 35,0             | 0,0                       | региональное | действующий   |
| 11 | Панзельский пруд и сосновые леса в его окрестностях (Пруд на речке Панзелка) | 14.03.1978    | 69,3             | 272,7                     | региональное | действующий   |
| 12 | Пруд имени С.А.Бурова (Орловский пруд)                                       | 14.03.1978    | 17,0             |                           | региональное | действующий   |
| 13 | Разинский камень                                                             | 14.06.1994    | 5,7              | 0,0                       | региональное | действующий   |
| 14 | Роща Магницкого                                                              | 14.03.1978    | 802,0            | 0,0                       | региональное | действующий   |
| 15 | Участки дубрав в Кутумском лесничестве к юго-западу от посёлка Кутум         | 10.09.1991    | 188,0            | 0,0                       | региональное | действующий   |
| 16 | Участки дубрав и их производных в Мадаевском лесничестве                     | 10.09.1991    | 81,3             | 465,7                     | региональное | действующий   |
| 17 | Участок высоковозрастного липняка в квартале 35 Мадаевского лесничества      |               | 29,5             |                           | региональное | перспективный |
| 18 | Участок широколиственного леса и его производных у истоков реки Ежать        | 14.06.1994    | 63,8             | 153,2                     | региональное | действующий   |

### Лысковский район
| № | Название                                                         | Дата создания | Площадь ООПТ, га | Площадь охранной зоны, га | Значение     | Статус           |
| - | ---------------------------------------------------------------- | ------------- | ---------------- | ------------------------- | ------------ | ---------------- |
| 1 | Болото Бакалдинское                                              | 12.12.1991    | 10 220,2         | 9 877,5                   | региональное | действующий      |
| 2 | Болото Дерябинское                                               |               |                  |                           | региональное | реорганизованный |
| 3 | Болото Дерябинское и озеро Дерябино                              | 01.03.2013    | 661,8            | 1 903,2                   | региональное | действующий      |
| 4 | Болото Дряничное                                                 | 29.11.1991    | 7 437,5          | 9 467,5                   | региональное | действующий      |
| 5 | Болото Камское-Осиновые Котлы                                    | 28.11.1991    | 15 576,4         | 12 662,4                  | региональное | действующий      |
| 6 | Озеро Дерябино                                                   |               |                  |                           | региональное | реорганизованный |
| 7 | Пойменная дубрава у деревни Пенякша                              | 12.12.1991    | 3 961,0          | 63,9                      | региональное | действующий      |
| 8 | Степные участки по р. Сундовик (Оленина гора)                    | 20.10.1965    | 76,2             |                           | региональное | действующий      |
| 9 | Участок соснового леса с молодилом побегоносным у р.п. Макарьево | 12.12.1991    | 22,4             | 0,0                       | региональное | действующий      |

Болота Бакалдинское, Дерябинское, Дряничное и Камское-Осиновые Котлы, а также пойменная дубрава у деревни Пенякша обладают международным статусом и являются  водно-болотным угодьями международного значения.

### Павловский район
| №  | Название                                                      | Дата создания | Площадь ООПТ, га | Площадь охранной зоны, га | Значение     | Статус        |
| -- | ------------------------------------------------------------- | ------------- | ---------------- | ------------------------- | ------------ | ------------- |
| 1  | Дендросад Павловского мехлесхоза в г. Павлово                 | 18.04.1986    | 12,0             |                           | региональное | действующий   |
| 2  | Ждановские торфокарьеры                                       |               | 397,6            |                           | региональное | перспективный |
| 3  | Залив реки Оки у пристани Вареж                               |               | 637,5            |                           | региональное | перспективный |
| 4  | Озеро Ворсменское (Тосканка)                                  | 18.04.1986    | 178,0            | 265,0                     | региональное | действующий   |
| 5  | Озеро Ключик (Доскинское Святое)                              | 18.04.1986    | 11,0             |                           | региональное | действующий   |
| 6  | Озеро Лосиное                                                 | 18.04.1986    | 0,8              |                           | региональное | действующий   |
| 7  | Озеро Святое Тумботинское                                     | 18.04.1986    | 18,0             |                           | региональное | действующий   |
| 8  | Озеро Святое Щепачихинское                                    | 18.04.1986    | 10,7             |                           | региональное | действующий   |
| 9  | Парк Дальняя круча                                            | 18.04.1986    | 8,5              |                           | региональное | действующий   |
| 10 | Парк г. Горбатова                                             | 18.04.1986    | 1,5              |                           | региональное | действующий   |
| 11 | Сосна необычной формы ветвления                               | 18.04.1986    |                  |                           | региональное | действующий   |
| 12 | Участок леса по коренному склону долины р. Оки около д. Пруды |               | 180,7            |                           | региональное | перспективный |

### Перевозский район
| № | Название                                                                              | Дата создания | Площадь ООПТ, га | Площадь охранной зоны, га | Значение     | Статус        |
| - | ------------------------------------------------------------------------------------- | ------------- | ---------------- | ------------------------- | ------------ | ------------- |
| 1 | Горышкинское обнажение пригляциальных отложений в овраге в 2 км западнее д. Горышкино |               | 1,0              |                           | региональное | перспективный |
| 2 | Дубрава у истоков р. Сережи                                                           |               | 327,0            |                           | региональное | перспективный |
| 3 | Ичалковский бор                                                                       | 20.10.1965    | 936,0            |                           | региональное | действующий   |
| 4 | Степные склоны у деревни Киселиха                                                     | 28.11.1990    | 65,0             |                           | региональное | действующий   |
| 5 | Степные склоны у села Ревезень                                                        | 28.11.1990    | 380,0            | 0,0                       | региональное | действующий   |
| 6 | Урочище Каменное                                                                      | 28.11.1990    | 25,2             |                           | региональное | действующий   |
| 7 | Участки хвойно-широколиственных лесов по оврагам к северу от с. Ичалки                | 25.05.1998    | 104,0            | 0,0                       | региональное | действующий   |
| 8 | Чайкино болото                                                                        | 28.11.1990    | 6,4              | 0,0                       | региональное | действующий   |

### Пильнинский район
| № | Название                                            | Дата создания | Площадь ООПТ, га | Площадь охранной зоны, га | Значение     | Статус      |
| - | --------------------------------------------------- | ------------- | ---------------- | ------------------------- | ------------ | ----------- |
| 1 | Парк в окрестностях с. Каменка                      | 10.07.1980    | 3,0              |                           | региональное | действующий |
| 2 | Парк с. Бортсурманы                                 | 10.07.1980    | 0,8              |                           | региональное | действующий |
| 3 | Парк с. Курмыш                                      | 10.07.1980    | 6,5              |                           | региональное | действующий |
| 4 | Парк с. Старинское                                  | 10.07.1980    | 0,6              |                           | региональное | действующий |
| 5 | Парк-сад с. Тенекаево                               | 10.07.1980    | 0,5              |                           | региональное | действующий |
| 6 | Парк-сад с. Языково                                 | 10.07.1980    | 2,0              |                           | региональное | действующий |
| 7 | Пойменный лес с колонией серых цапель у села Курмыш | 01.08.1991    | 28,0             |                           | региональное | действующий |
| 8 | Пушкинский сад с. Курмыш                            | 10.07.1980    | 0,4              |                           | региональное | действующий |

### Починковский район
| № | Название                                  | Дата создания | Площадь ООПТ, га | Площадь охранной зоны, га | Значение     | Статус      |
| - | ----------------------------------------- | ------------- | ---------------- | ------------------------- | ------------ | ----------- |
| 1 | Дубрава у с. Пеля-Хованская               | 29.01.2013    | 81,2             | 181,8                     | региональное | действующий |
| 2 | Степные участки по р. Рудня               | 20.10.1965    | 921,0            | 0,0                       | региональное | действующий |
| 3 | Участки дубрав в Коммунарском лесничестве | 29.01.2013    | 1 921,0          |                           | региональное | действующий |

### Сергачский район
| № | Название                                                                                       | Дата создания | Площадь ООПТ, га | Площадь охранной зоны, га | Значение     | Статус        |
| - | ---------------------------------------------------------------------------------------------- | ------------- | ---------------- | ------------------------- | ------------ | ------------- |
| 1 | Водоём с колонией чаек в г. Сергач                                                             | 12.09.1991    | 9,5              | 0,0                       | региональное | действующий   |
| 2 | Дендропарковый комплекс Сергачского лесхоза в овраге Явлейка                                   | 18.04.1986    | 90,5             |                           | региональное | действующий   |
| 3 | Парк с. Покров-Полянка (д. Ильинка)                                                            | 18.04.1986    | 2,0              |                           | региональное | действующий   |
| 4 | Пойма р. Пьяны у села Игнатово                                                                 | 12.09.1991    | 1 022,0          | 0,0                       | региональное | действующий   |
| 5 | Родник Серебряный ключ в г. Сергаче                                                            |               | 12,0             |                           | региональное | перспективный |
| 6 | Степные участки по склонам правого берега р. Пица                                              | 20.10.1965    | 781,2            | 0,0                       | региональное | действующий   |
| 7 | Толбинское обнажение вятских отложений с костями наземных позвоночных на склоне долины р. Урги |               | 1,0              |                           | региональное | перспективный |
| 8 | Фрагменты парка с. Игнатово с окружающими ландшафтами                                          | 18.04.1986    | 3,0              |                           | региональное | действующий   |
| 9 | Черноольховое болото с колонией серых цапель в г. Сергач                                       | 12.09.1991    | 34,0             | 0,0                       | региональное | действующий   |

### Сеченовский район
| № | Название                          | Дата создания | Площадь ООПТ, га | Площадь охранной зоны, га | Значение     | Статус        |
| - | --------------------------------- | ------------- | ---------------- | ------------------------- | ------------ | ------------- |
| 1 | Дубрава у села Торговое Талызино  | 08.04.1996    | 58,5             | 153,5                     | региональное | действующий   |
| 2 | Исток р. Пьяны                    |               | 100,0            |                           | региональное | перспективный |
| 3 | Парки и усадьбы с. Сеченово       |               | 30,0             |                           | региональное | перспективный |
| 4 | Степной участок около д. Бегичево |               | 16,8             |                           | региональное | перспективный |

### Сокольский район
| № | Название                                                                    | Дата создания | Площадь ООПТ, га | Площадь охранной зоны, га | Значение     | Статус        |
| - | --------------------------------------------------------------------------- | ------------- | ---------------- | ------------------------- | ------------ | ------------- |
| 1 | Болото Текунское с озером Текун и окружающий лесной массив                  |               | 909,4            |                           | региональное | перспективный |
| 2 | Болото Шелехонское (Козловское) и прилегающий лесной массив                 |               | 2 760,0          |                           | региональное | перспективный |
| 3 | Водоём с колонией озёрных чаек в с. Заболотное                              | 13.11.1996    | 8,3              | 0,0                       | региональное | действующий   |
| 4 | Лесной массив у п. Ново-Шомохтинский в Унженском лесничестве                |               | 141,0            |                           | региональное | перспективный |
| 5 | Массив лесов и болот вокруг бывшего посёлка Пятилетка                       |               | 1 716,0          |                           | региональное | перспективный |
| 6 | Массив сосновых боров на берегу Горьковского водохранилища близ с. Пелегово | 13.11.1996    | 301,0            | 0,0                       | региональное | действующий   |
| 7 | Массив сосновых боров с колонией серых цапель близ д. Вязовики              | 13.11.1996    | 401,0            | 0,0                       | региональное | действующий   |
| 8 | Остров Птичий                                                               | 13.11.1996    | 2,5              | 0,0                       | региональное | действующий   |
| 9 | Памятная посадка сосны "100 лет Ленина"                                     | 15.02.1988    |                  |                           | местное      | утраченный    |

### Сосновский район
| №  | Название                                                                 | Дата создания | Площадь ООПТ, га | Площадь охранной зоны, га | Значение     | Статус        |
| -- | ------------------------------------------------------------------------ | ------------- | ---------------- | ------------------------- | ------------ | ------------- |
| 1  | Болото Большое-I                                                         | 28.01.1981    | 247,1            | 525,9                     | региональное | действующий   |
| 2  | Болото Горское                                                           | 28.01.1981    | 2 157,0          |                           | региональное | действующий   |
| 3  | Болото Развино                                                           | 28.01.1981    | 900,0            |                           | региональное | действующий   |
| 4  | Болото Чистое I                                                          | 20.01.1994    | 34,8             | 91,1                      | региональное | действующий   |
| 5  | Карстовые ландшафты у д. Рыльково                                        |               | 396,4            | 262,6                     | региональное | действующий   |
| 6  | Озеро Большое Унзово                                                     | 17.08.1976    | 52,0             |                           | региональное | действующий   |
| 7  | Озеро Горское                                                            | 28.01.1981    | 8,7              |                           | региональное | действующий   |
| 8  | Озеро Пешнее                                                             | 20.01.1994    | 18,9             | 438,1                     | региональное | действующий   |
| 9  | Озеро Родионово и окружающий лесной массив                               | 28.01.1981    | 225,0            |                           | региональное | действующий   |
| 10 | Озеро Рой и прилегающий лесной массив                                    |               | 74,2             |                           | региональное | перспективный |
| 11 | Озеро Токмарево и окружающий лесной массив                               | 20.01.1994    | 647,7            |                           | региональное | действующий   |
| 12 | Парк с. Елизарово                                                        | 28.01.1981    | 5,2              | 0,0                       | региональное | действующий   |
| 13 | Система карстовых озёр (Шишовское, Подборное, Черепаха) около д. Волчиха |               | 242,4            |                           | региональное | перспективный |

### Спасский район
| № | Название                                                                 | Дата создания | Площадь ООПТ, га | Площадь охранной зоны, га | Значение     | Статус        |
| - | ------------------------------------------------------------------------ | ------------- | ---------------- | ------------------------- | ------------ | ------------- |
| 1 | Кедровая роща у с. Русское Маклаково                                     |               | 0,1              |                           | региональное | перспективный |
| 2 | Культуры ели, посадки 1905, 1906 и 1914 гг.                              |               | 41,8             |                           | региональное | перспективный |
| 3 | Парк Монастырский у п. Красные Мары                                      |               | 4,0              |                           | региональное | перспективный |
| 4 | Пойма р. Урги между с. Покров Майдан (Воротынского района) и с. Антоново |               | 1 087,2          |                           | региональное | перспективный |

### Тонкинский район
| №  | Название                                               | Дата создания | Площадь ООПТ, га | Площадь охранной зоны, га | Значение     | Статус      |
| -- | ------------------------------------------------------ | ------------- | ---------------- | ------------------------- | ------------ | ----------- |
| 1  | Берёзовая роща                                         | 18.04.1986    | 93,0             |                           | региональное | действующий |
| 2  | Болото Темное                                          | 18.04.1986    | 40,0             |                           | региональное | действующий |
| 3  | Еловый лес у реки Синьга                               | 28.06.1991    | 11,2             | 83,8                      | региональное | действующий |
| 4  | Марийская священная роща Типаевская вторая             | 13.09.1996    | 0,0              | 0,0                       | региональное | действующий |
| 5  | Марийская священная роща Типаевская первая             | 13.09.1996    | 0,0              | 0,0                       | региональное | действующий |
| 6  | Марийская священная роща Типаевская третья             | 13.09.1996    | 0,2              | 0,0                       | региональное | действующий |
| 7  | Марийская священная роща Типаевская четвёртая          | 13.09.1996    | 0,3              | 0,0                       | региональное | действующий |
| 8  | Пруд на р. Яхта                                        | 18.04.1986    | 14,0             |                           | региональное | действующий |
| 9  | Участок высоковозрастного елового леса близ д. Ипатово | 13.11.1996    | 55,8             | 116,2                     | региональное | действующий |
| 10 | Участок высоковозрастного ельника близ д. Фомин Ручей  | 13.11.1996    | 129,8            | 0,0                       | региональное | действующий |
| 11 | Участок высоковозрастных осинников у д. Набатово       | 13.11.1996    | 197,7            | 0,0                       | региональное | действующий |

### Тоншаевский район
| №  | Название                                                               | Дата создания | Площадь ООПТ, га | Площадь охранной зоны, га | Значение     | Статус        |
| -- | ---------------------------------------------------------------------- | ------------- | ---------------- | ------------------------- | ------------ | ------------- |
| 1  | Болото Боровушкино II                                                  | 22.05.1998    | 40,4             | 161,5                     | региональное | действующий   |
| 2  | Болото Ломинское                                                       | 22.05.1998    | 136,8            | 387,5                     | региональное | действующий   |
| 3  | Болото Озёрное                                                         | 22.05.1998    | 960,5            | 0,0                       | региональное | действующий   |
| 4  | Марийская священная липа Горинцевская                                  | 13.09.1996    |                  |                           | региональное | действующий   |
| 5  | Марийская священная липа Маяковская                                    | 13.09.1996    |                  |                           | региональное | действующий   |
| 6  | Марийская священная липа Ромачинская                                   | 13.09.1996    |                  |                           | региональное | действующий   |
| 7  | Марийская священная роща Грозная                                       | 13.09.1996    | 0,4              | 0,0                       | региональное | действующий   |
| 8  | Марийская священная роща Дупляковская                                  | 13.09.1996    | 0,5              | 0,0                       | региональное | действующий   |
| 9  | Марийская священная роща Енаевская                                     | 13.09.1996    | 0,3              | 0,0                       | региональное | действующий   |
| 10 | Марийская священная роща Кувербская                                    | 13.09.1996    | 0,4              | 0,0                       | региональное | действующий   |
| 11 | Марийская священная роща Маяковская                                    | 13.09.1996    | 1,1              | 0,0                       | региональное | действующий   |
| 12 | Марийская священная роща Одошнурская                                   | 13.09.1996    | 0,5              | 0,0                       | региональное | действующий   |
| 13 | Марийская священная роща Пеньковская вторая                            | 13.09.1996    | 0,6              | 0,0                       | региональное | действующий   |
| 14 | Марийская священная роща Пеньковская первая                            | 13.09.1996    | 0,8              | 0,0                       | региональное | действующий   |
| 15 | Марийская священная роща Ромачинская                                   | 13.09.1996    | 0,5              | 0,0                       | региональное | действующий   |
| 16 | Марийская священная роща Селковская                                    | 13.09.1996    | 0,2              | 0,0                       | региональное | действующий   |
| 17 | Марийская священная роща Шимбуйская                                    | 13.09.1996    | 1,5              | 0,0                       | региональное | действующий   |
| 18 | Массив пихтово-елового леса в кварталах 51, 55 Шайгинского лесничества | 11.08.1977    | 246,3            | 0,0                       | региональное | действующий   |
| 19 | Обнажение у д. Пурлы                                                   |               | 5,0              |                           | региональное | перспективный |
| 20 | Обнажение у п. Тоншаево и д. Березята                                  |               | 5,0              |                           | региональное | перспективный |
| 21 | Участки пихтово-елового леса по реке Пижме                             | 30.10.1986    | 590,2            | 0,0                       | региональное | действующий   |
| 22 | Участки южно-таёжных лесов в Буреполомском лесничестве                 | 22.05.1998    | 932,2            | 9 841,1                   | региональное | действующий   |
| 23 | Участок пихтово-елового леса в верховьях р. Пижмы у д. Охтарское       | 22.05.1998    | 71,6             | 104,4                     | региональное | действующий   |
| 24 | Участок пихтово-елового леса в кв. 118 Пижемского лесничества          | 11.08.1977    | 14,6             | 66,8                      | региональное | действующий   |

### Уренский район
| № | Название                                                                   | Дата создания | Площадь ООПТ, га | Площадь охранной зоны, га | Значение     | Статус        |
| - | -------------------------------------------------------------------------- | ------------- | ---------------- | ------------------------- | ------------ | ------------- |
| 1 | Болото Большой Мокряй                                                      |               | 2 097,3          |                           | региональное | перспективный |
| 2 | Лесной массив в пойме р. Чёрной                                            | 20.08.1996    | 297,6            | 0,0                       | региональное | действующий   |
| 3 | Озёра Кочешковское и Титковское и окружающий их заболоченный лесной массив | 20.08.1996    | 359,2            | 480,7                     | региональное | действующий   |
| 4 | Участки высоковозрастных пойменных лесов по р. Усте около станции Минеевка | 22.08.1997    | 421,5            | 0,0                       | региональное | действующий   |
| 5 | Участки высоковозрастных южно-таёжных лесов по рекам Усте и Вае            | 20.08.1996    | 489,5            | 0,0                       | региональное | действующий   |
| 6 | Участок высоковозрастного леса по р. Усте около с. Большое Карпово         | 20.08.1996    | 272,0            | 0,0                       | региональное | действующий   |

### Шарангский район
| №  | Название                                         | Дата создания | Площадь ООПТ, га | Площадь охранной зоны, га | Значение     | Статус      |
| -- | ------------------------------------------------ | ------------- | ---------------- | ------------------------- | ------------ | ----------- |
| 1  | Лиственница-долгожитель в с. Большая Рудка       | 29.11.1994    |                  |                           | региональное | действующий |
| 2  | Марийская священная берёза в с. Большая Рудка-1  | 29.11.1994    |                  |                           | региональное | действующий |
| 3  | Марийская священная берёза в с. Большая Рудка-2  | 29.11.1994    |                  |                           | региональное | действующий |
| 4  | Марийская священная роща Астанчургская Вторая    | 29.11.1994    | 0,3              |                           | региональное | действующий |
| 5  | Марийская священная роща Астанчургская Первая    | 29.11.1994    | 1,0              |                           | региональное | действующий |
| 6  | Марийская священная роща Большерудкинская Вторая | 29.11.1994    | 0,9              |                           | региональное | действующий |
| 7  | Марийская священная роща Большерудкинская Первая | 29.11.1994    | 0,6              |                           | региональное | действующий |
| 8  | Марийская священная роща Большерудкинская Третья | 29.11.1994    | 0,0              |                           | региональное | действующий |
| 9  | Марийская священная роща Заовражная              | 29.11.1994    | 1,8              |                           | региональное | действующий |
| 10 | Марийская священная роща Козлянурская Вторая     | 29.11.1994    | 0,3              |                           | региональное | действующий |
| 11 | Марийская священная роща Козлянурская Первая     | 29.11.1994    | 0,3              |                           | региональное | действующий |
| 12 | Марийская священная роща Кушнурская Вторая       | 29.11.1994    | 0,3              |                           | региональное | действующий |
| 13 | Марийская священная роща Кушнурская Первая       | 29.11.1994    | 0,2              |                           | региональное | действующий |
| 14 | Марийская священная роща Малорудкинская          | 29.11.1994    | 0,2              |                           | региональное | действующий |
| 15 | Марийская священная роща Малоустанская           | 29.11.1994    | 0,2              |                           | региональное | действующий |
| 16 | Марийская священная роща Марсовская              | 29.11.1994    | 0,8              |                           | региональное | действующий |
| 17 | Марийская священная роща Пайдушевская Вторая     | 29.11.1994    | 0,1              |                           | региональное | действующий |
| 18 | Марийская священная роща Пайдушевская Первая     | 29.11.1994    | 0,3              |                           | региональное | действующий |
| 19 | Марийская священная роща Семет                   | 29.11.1994    | 0,3              |                           | региональное | действующий |
| 20 | Марийская священная роща Черномужская            | 29.11.1994    | 0,1              |                           | региональное | действующий |
| 21 | Марийская священная роща Чуринская               | 29.11.1994    | 1,0              |                           | региональное | действующий |
| 22 | Марийская священная роща Шарангская              | 29.11.1994    | 1,5              |                           | региональное | действующий |

### Шатковский район
| № | Название                                   | Дата создания | Площадь ООПТ, га | Площадь охранной зоны, га | Значение     | Статус        |
| - | ------------------------------------------ | ------------- | ---------------- | ------------------------- | ------------ | ------------- |
| 1 | Геологический разрез у с. Великий Враг     |               | 5,0              |                           | региональное | перспективный |
| 2 | Кипящий ключ                               | 20.10.1965    |                  |                           | региональное | действующий   |
| 3 | Лес у истоков р. Нацма                     |               | 91,0             |                           | региональное | перспективный |
| 4 | Сероводородный источник у с. Архангельское |               |                  |                           | региональное | перспективный |
| 5 | Смешанные леса у с. Архангельское          |               | 109,0            |                           | региональное | перспективный |
| 6 | Смешанные леса у с. Пасьяново              |               | 382,0            |                           | региональное | перспективный |
| 7 | Шатковские грязевые озёра                  |               | 519,0            |                           | региональное | перспективный |

## Прочие ООПТ
- Охраняемый природный ландшафт

| № | Название | Дата создания | Площадь ООПТ, га | Площадь охранной зоны, га | Значение     | Статус        | Район                                       |
| - | --- | ------------- | ---------------- | ------------------------- | ------------ | ------------- | ------------------------------------------- |
| 1 | Бассейн реки Ижмы | 19.11.2012    | 34 329,0         |                           | региональное | действующий   | Воскресенский                               |
| 2 | Болото Сокольское |               | 2 939,4          |                           | региональное | перспективный | Вачский                                     |
| 3 | Дальнеконстантиновская | 03.03.1956    | 4 945,0          |                           | региональное | действующий   | Дальнеконстантиновский                      |
| 4 | Илимдиг |               | 19 935,0         |                           | региональное | перспективный | Навашинский                                 |
| 5 | Павловское Заочье |               | 8 383,0          |                           | региональное | перспективный | Павлоский                                   |
| 6 | Пойма р. Суры между с. Медяна и с. Ратово и территория предотлетного скопления серых журавлей у с. Рыбушкино, Петряксы, Болтинка |               | 51 050,0         |                           | региональное | перспективный | Краснооктябрьский, Пильнинский, Сеченовский |

- Охраняемый природный комплекс

| № | Название         | Дата создания | Площадь ООПТ, га | Площадь охранной зоны, га | Значение     | Статус      | Район |
| - | ---------------- | ------------- | ---------------- | ------------------------- | ------------ | ----------- | ----- |
| 1 | Озеро Юрасовское | 07.08.2009    | 15,6             |                           | региональное | действующий | г.Бор |

- Охраняемый объект городского природного комплекса

| № | Название                                       | Дата создания | Площадь ООПТ, га | Площадь охранной зоны, га | Значение     | Статус        | Район       |
| - | ---------------------------------------------- | ------------- | ---------------- | ------------------------- | ------------ | ------------- | ----------- |
| 1 | Сосновые леса природно комплекса г. Дзержинска |               | 441,0            |                           | региональное | перспективный | г.Дзержинск |